# Liste der Mikroprozessoren von AMD
Dies ist eine nach Einsatzorten gegliederte Liste der PC-Mikroprozessoren von AMD.

## Desktop-CPUs und-APUs
- AMD 8080
- AMD 8085
- AMD Z8000
- AMD D8086
- Am286
- Am386
- Am486
- Am5x86
- AMD K5-Serie: 5k86, K5
- AMD K6-Serie: K6, K6-2(+), K6-III(+)
- AMD Duron-Serie: Spitfire, Morgan, Applebred
- AMD Athlon (K7)-Serie: Pluto/Orion, Thunderbird
- AMD Athlon XP-Serie: Palomino, Thoroughbred A/B, Barton, Thorton
- AMD Sempron-Serie: Thoroughbred B, Thorton, Barton, Paris, Georgetown, Palermo, Manila, Sparta, Brisbane, Sargas
- AMD Athlon 64-Serie: Clawhammer, NewCastle, Winchester, Venice, San Diego, Orleans, Lima, Windsor, Brisbane
- AMD Athlon 64 FX-Serie: Sledgehammer, Clawhammer, San Diego, Toledo, Windsor, Windsor FX
- AMD Athlon 64 X2-Serie: Manchester, Toledo, Windsor, Brisbane
- AMD Phenom-Serie: Agena, Toliman
- AMD Athlon X2-Serie: Brisbane, Kuma
- AMD Phenom II-Serie: Deneb, Heka, Callisto, Thuban
- AMD Athlon II-Serie: Regor, Rana, Propus, Stars, Trinity, Richland
- AMD Fusion-Serie: Llano, Ontario, Zacate, Trinity, Richland, Kabini, Temash, Kaveri
- AMD FX-Serie: Zambezi, Vishera
- AMD Ryzen

## Mobile-CPUs und-APUs
- AMD Mobile K6-2/III-Serie: K6-2+, K6-2-P, K6-III+, K6-III-P
- AMD Mobile Duron-Serie
- AMD Mobile Athlon 4: Palomino
- AMD Athlon XP-M: Palomino, Thoroughbred A/B, Barton, Dublin
- AMD Mobile Sempron: Thoroughbred A/B, Georgetown, Albany, Dublin, Sonora, Roma, Richmond, Keene, Sherman
- AMD Mobile Athlon 64-Serie: Clawhammer, Newark, Oakville
- AMD Turion 64 Mobile Technology: Lancaster, Richmond
- AMD Turion 64 X2 Mobile Technology: Taylor, Trinidad, Tyler
- AMD Turion X2/AMD Turion X2 Ultra: Lion
- AMD Athlon X2
- AMD Fusion: Llano, Ontario, Zacate, Trinity, Richland, Kabini, Temash, Kaveri, Mullins, Beema
- AMD Athlon Neo
- AMD Athlon II und AMD Athlon II Neo
- AMD V-Serie
- AMD Ryzen Mobile

## Server-CPUs
- AMD Athlon MP-Serie: Palomino, Thoroughbred A/B, Barton
- AMD Opteron-Serie
  - Opteron 1xx: Sledgehammer, Venus, Denmark
  - Opteron 2xx: Sledgehammer, Troy, Italy
  - Opteron 8xx: Sledgehammer, Athens, Egypt
  - Opteron 1xxx: Santa Ana, Budapest, Suzuka
  - Opteron 2xxx: Santa Rosa, Barcelona, Shanghai, Istanbul
  - Opteron 8xxx: Santa Rosa, Barcelona, Shanghai, Istanbul
  - Opteron 33xx: Delhi
  - Opteron 41xx: Lisbon
  - Opteron 43xx: Seoul
  - Opteron 42xx: Valencia
  - Opteron 61xx: Magny-Cours
  - Opteron 62xx: Interlagos
  - Opteron 63xx: Abu Dhabi
  - Opteron 63xxP: Warsaw
- AMD Epyc-Serie

## Embedded-CPUs
- AMD Alchemy basiert auf MIPS-Architektur (verkauft an den AMD-Partner Raza Microelectronics)
  - Au1000
  - Au1500
  - Au1550
  - Au1100
- AMD Geode basiert auf x86-Architektur
  - Geode GX umbenannter National Semiconductor Geode GX2
  - Geode LX verbesserte Variante des Geode GX
  - Geode NX basierend auf dem Athlon XP Thoroughbred B
  - Geode SC SoC-Variante des Geode GX
- Mikrocontroller
  - Élan SC für 32 bit
  - AM186 für 16 bit
- AMD64 Embedded Prozessoren
  - AMD Sempron-Serie (socket & BGA)
  - AMD Turion-Serie
  - AMD Athlon-Serie
  - AMD Opteron-Serie
  - AMD Embedded G-Serie

## RISC-CPUs
- Am29000-Serie
- Seattle-CPUs (ARM)[1]

## Bit-Slice-Bausteine
- Am2900-Familie (Basis: 4 bit)
- Am29116-Familie (Basis: 16 bit)